# Mohamed El Yaagoubi
Mohamed El Yaagoubi, detto Moha (in arabo محمد اليعقوبي‎?; Tagurit, 12 settembre 1977), è un calciatore marocchino, centrocampista del Girona e della Nazionale marocchina.